# Walvis Bay
Pour les articles homonymes, voir Walvis Bay (homonymie).
Walvis Bay (en allemand Walfischbucht, en afrikaans Walvisbaai qui signifie « la baie des baleines »), est une municipalité de Namibie situé sur la côte atlantique. 
Walvis Bay est une ancienne enclave britannique du sud-ouest africain, gérée par la colonie du Cap (1878-1910) puis, directement ou indirectement, par l'Afrique du Sud (1910-1994), considérée comme partie intégrante de son territoire. En février 1994, elle est cédée à la Namibie dans laquelle elle était enclavée.

## Géographie

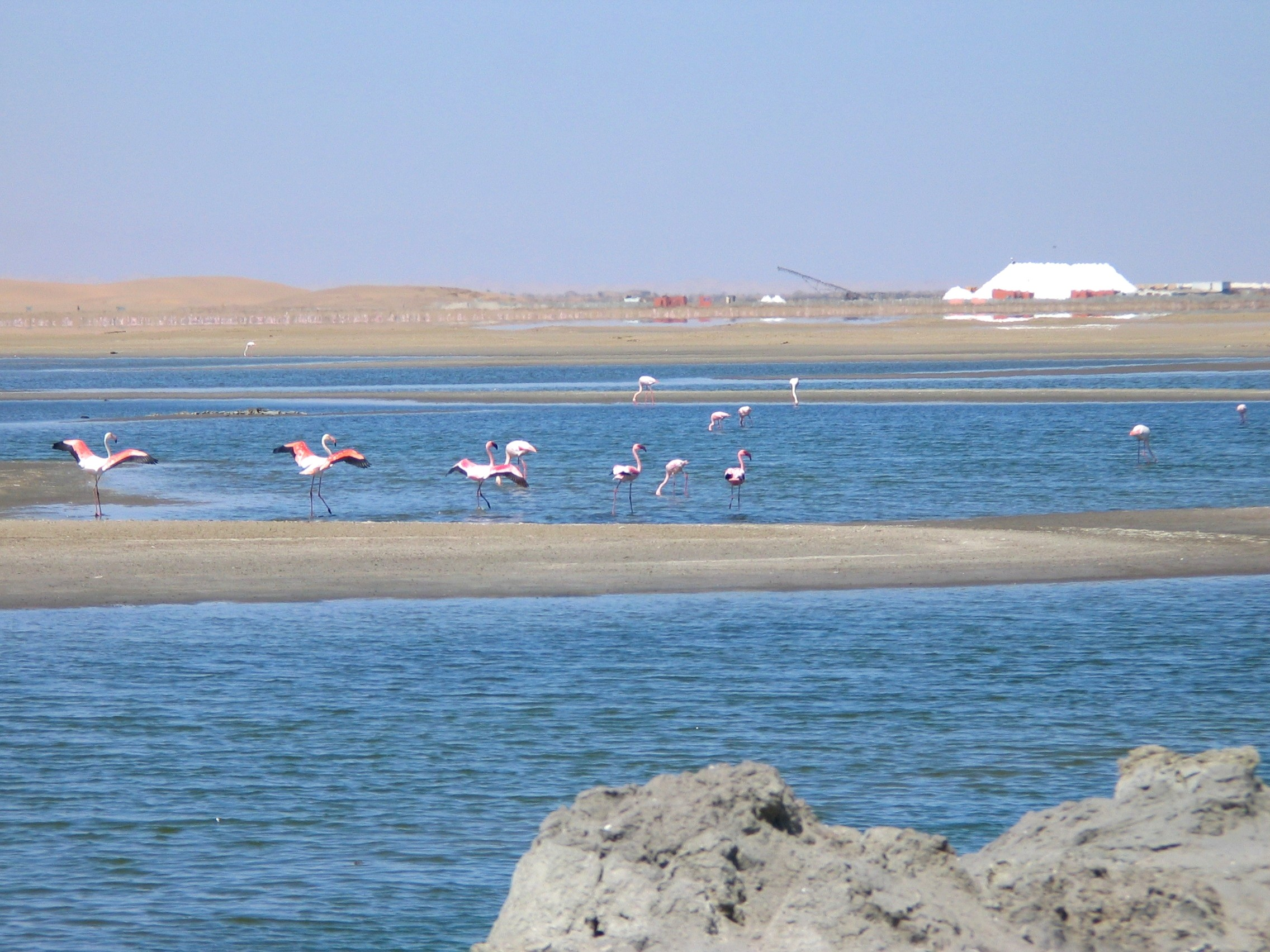
Flamants roses dans les salines de Walvis Bay.

L'urbanisation de la ville s'est faite à l'américaine, faisant penser à un « Malibu africain », selon un plan en damier. Les noms de rues rappellent ce qui se pratique souvent aux États-Unis : 1st street, 2nd street, etc.
La ville de Walvis Bay est caractérisée par un climat assez doux grâce à la proximité de la mer. Les températures dépassent rarement les 30 °C l'été et descendent rarement en dessous de 5 °C l'hiver. En revanche, entre le coucher du soleil et le midi, la ville est enveloppée d'un épais brouillard.

## Histoire
Le 8 décembre 1487, le navigateur portugais Bartolomeu Dias, à la recherche de la Route des Indes, fit accoster son navire, le São Cristóvão, sur le futur site de Walvis Bay qu'il baptisa alors O Golfo de Santa Maria da Conceição, « Le golfe de Sainte-Marie de la Conception ».
Il faut attendre 1878 pour qu'une puissance européenne s'intéresse au site de Walvis Bay : le Royaume-Uni annexe la baie afin de contrer les ambitions allemandes dans la région. 
En 1910, Walvis Bay, qui était rattachée administrativement à la Colonie du Cap, rejoint la récente Union d'Afrique du Sud. En 1911, les frontières entre l'enclave de Walvis Bay et la colonie allemande du Sud-Ouest africain sont enfin fixées : le territoire est confiné à une zone de 1 124 km2 de superficie. Après l'invasion en 1915 du Sud-Ouest africain par l'Afrique du Sud, l'enclave de Walvis Bay est administrativement intégrée à cette dernière en 1921. En 1971, anticipant une possible accession à l'indépendance du Sud-Ouest africain réclamée par l'Organisation des Nations unies (ONU), l'Afrique du Sud transfère la compétence administrative de Walvis Bay aux autorités de la Province du Cap. En 1977, le gouvernement d'Afrique du Sud reprend le contrôle direct de l'enclave.
Le 21 mars 1990, la Namibie devient indépendante mais l'enclave de Walvis Bay reste sous administration sud-africaine. Il faut attendre le 28 février 1994 pour que l'enclave soit intégrée à la Namibie après d'âpres négociations entre les gouvernements sud-africain et namibien.

## Économie
Le site de Walvis Bay est stratégique pour le commerce maritime car il s'agit du seul lieu pouvant accueillir un port en eau profonde le long de la côte Atlantique de la Namibie. Son caractère stratégique explique le développement d'une zone franche, qui participe de sa diversification économique. Le port et les réseaux de transport, en particulier ferroviaires, font l'objet d'un plan de modernisation par la Chine, dans le cadre des "Nouvelles Routes de la Soie".

Port de Walvis Bay.
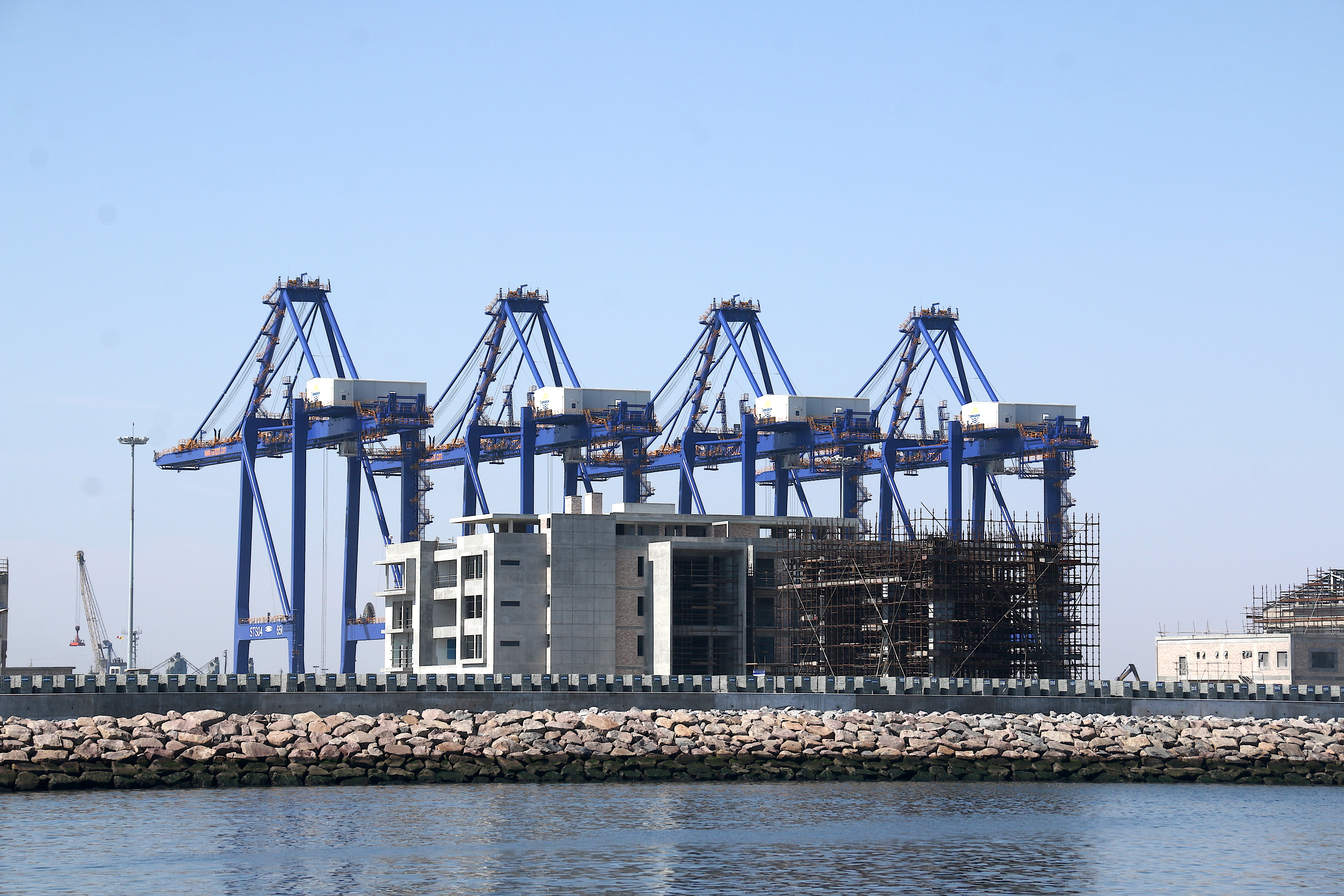
Portiques de chargement.
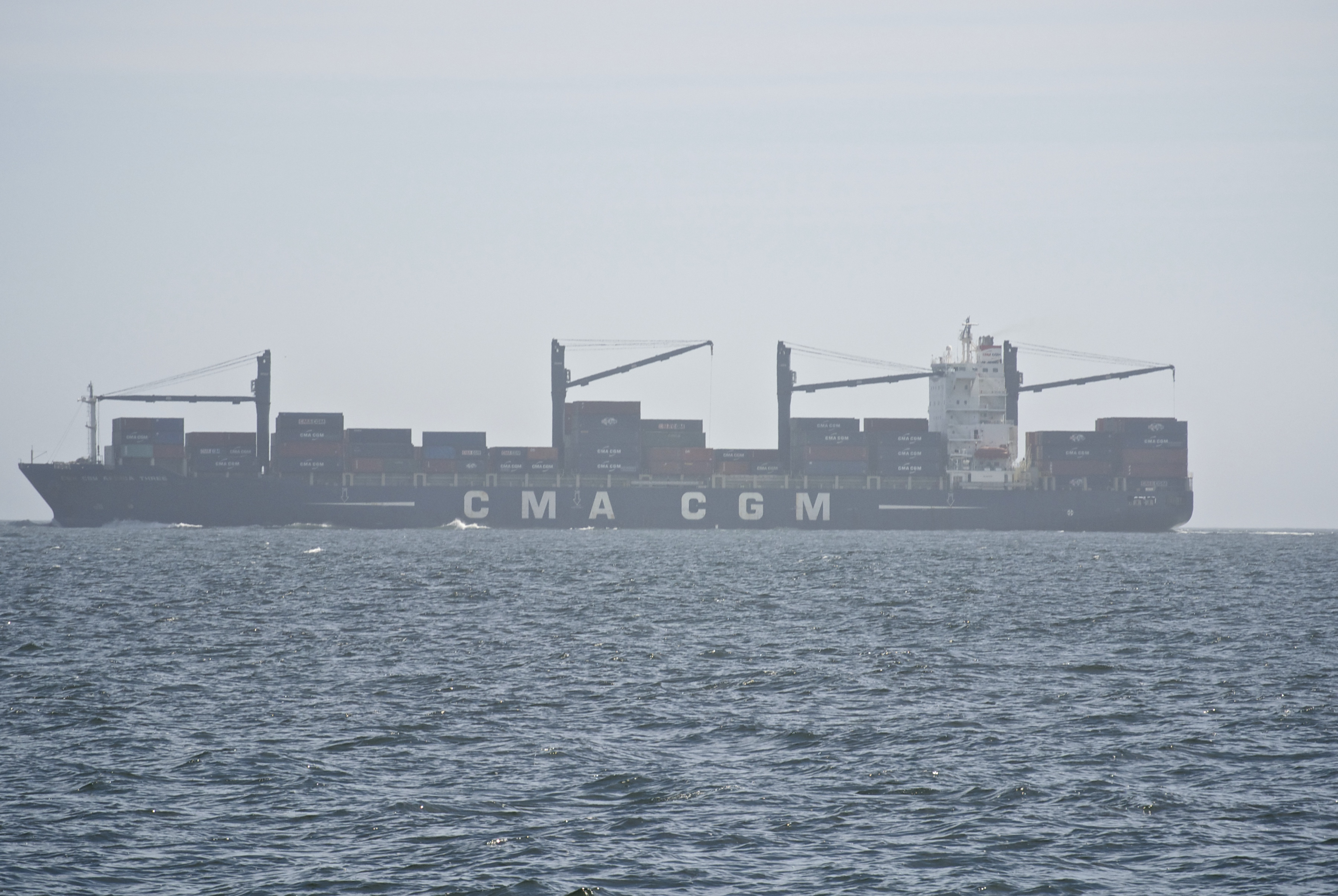
Arrivée d'un navire de fret.
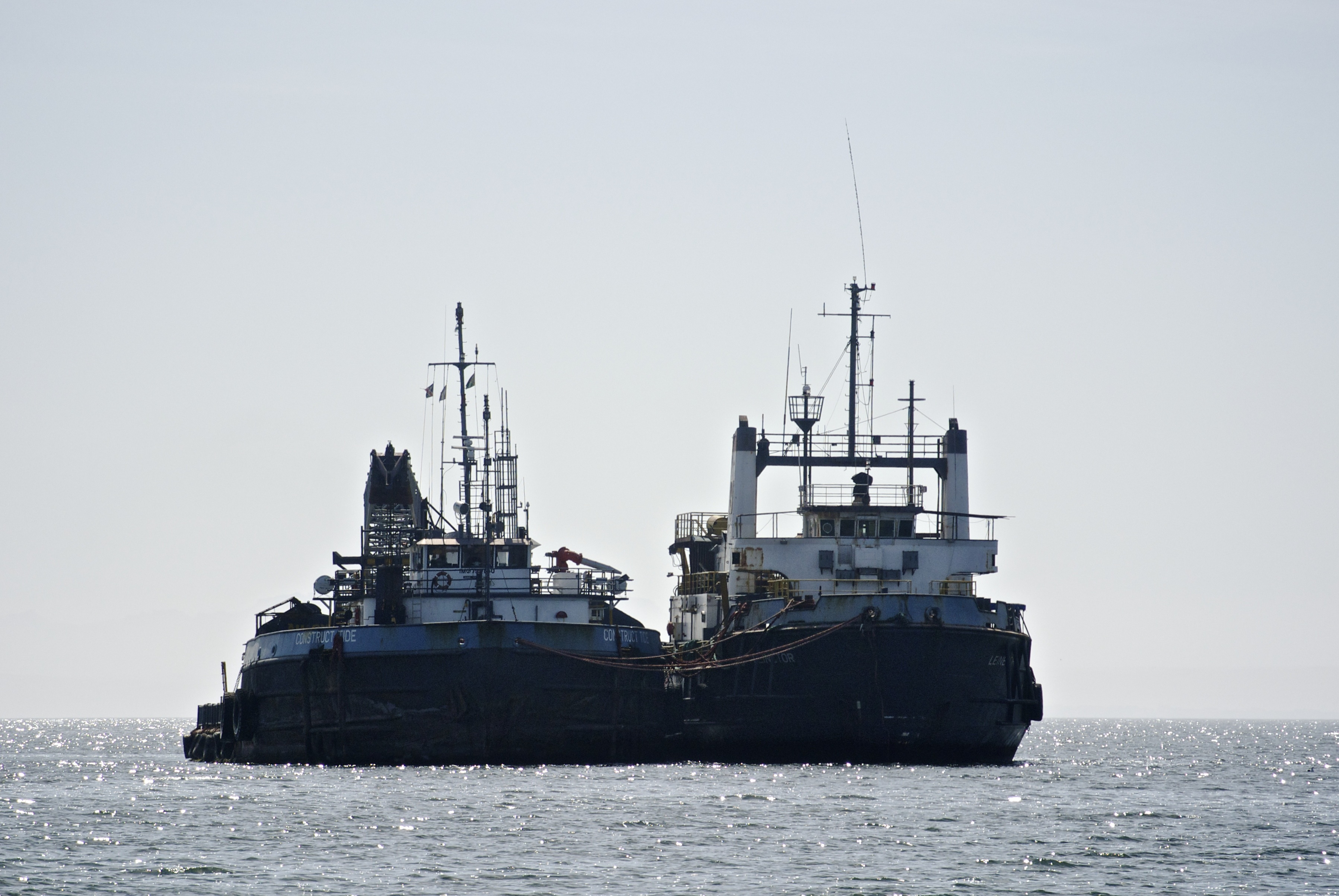
Navires en attente de déchargement.
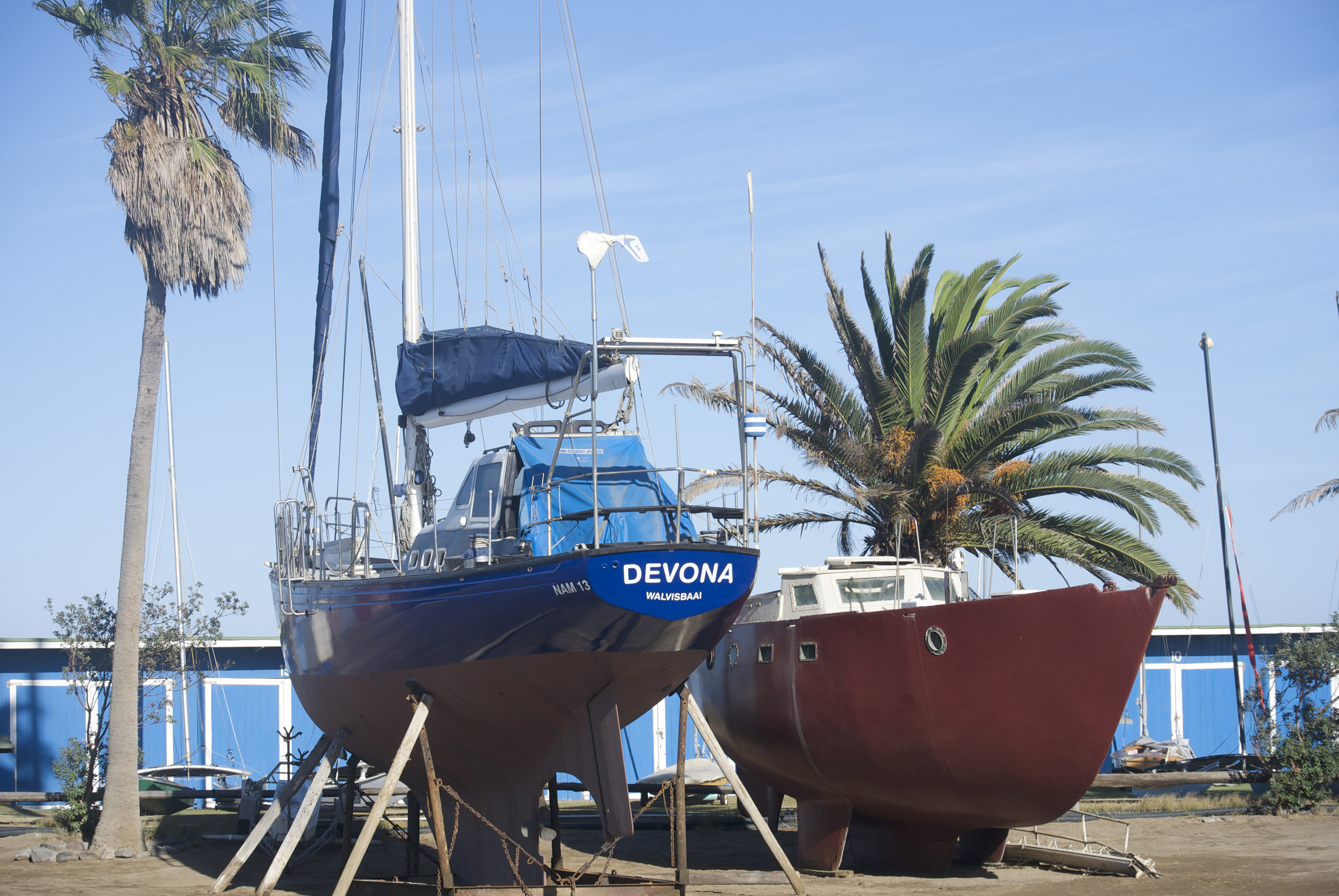
Port de plaisance.

## Lieux de culte

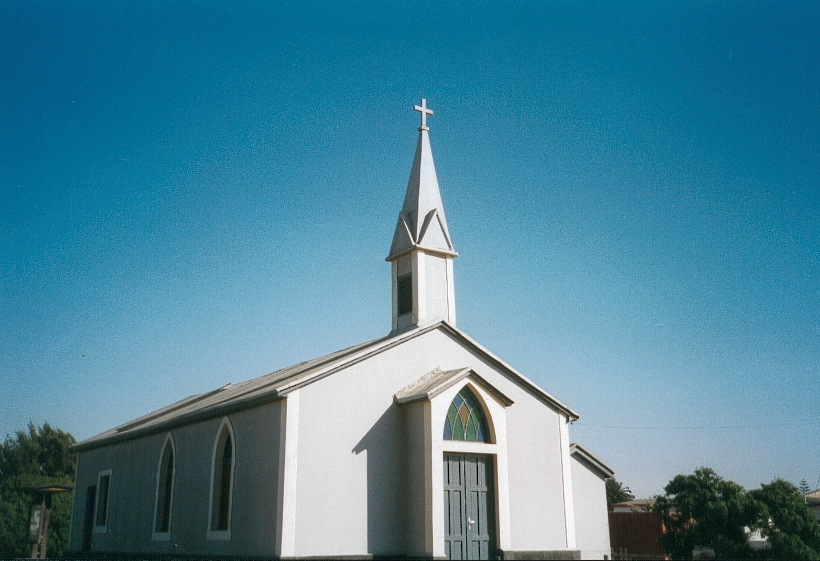
Église de la mission rhénane luthérienne de Walvis Bay.

Parmi les lieux de culte, il y a principalement des églises et des temples chrétiens : Église évangélique luthérienne en Namibie (Fédération luthérienne mondiale), Église évangélique luthérienne en République de Namibie (Fédération luthérienne mondiale), Convention baptiste de Namibie (Alliance baptiste mondiale), Assemblées de Dieu, Église catholique .  Walvis Bay dispose également d'une mosquée.

## Enseignement supérieur
La ville a un campus de l’International University of Management.